# Isla Parker
Die Isla Parker ist eine Insel im Süden Chiles. Die Insel bildet einen Teil der Nordküste der Magellanstraße. Sie ist von der östlichen Nachbarinsel Isla Manuel Rodriguez und der Isla Latorre im Norden durch den Canal Sargazos getrennt. Die Küstenlinie ist durch Fjorde stark gegliedert. Die Insel ist Teil des Archipiélago Reina Adelaida.